# Notocolossus
Notocolossus (лат.) — род завроподных динозавров из группы титанозавров. Описан по ископаемым остаткам из отложений формации Плоттье в провинции Мендоса, Аргентина, относящихся к верхнему мелу (около 68 млн лет). Включает единственный вид — Notocolossus gonzalezparejasi.

## Открытие и этимология

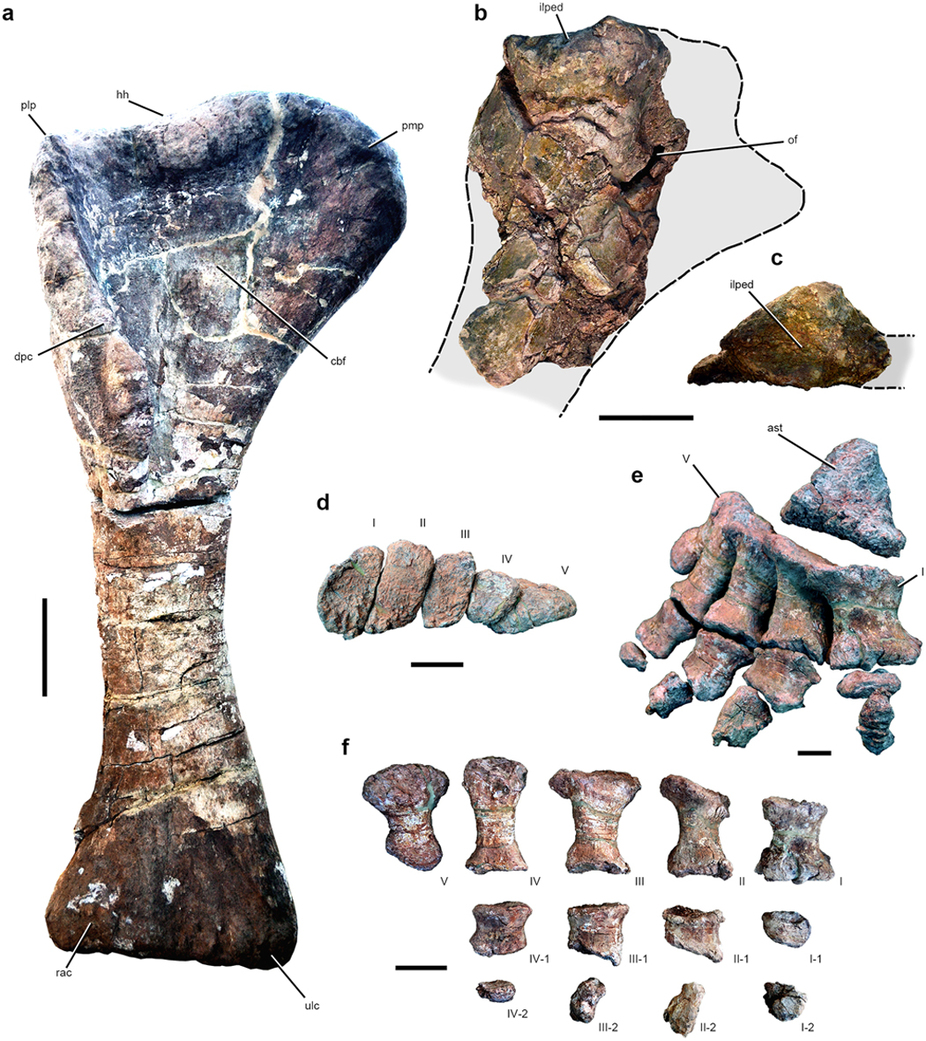
Кости конечностей

Окаменелость крупного завропода в провинции Мендо́са, Аргентина, нашёл палеонтолог Бернардо Хавьер Гонсалес Рига. 
На основе этого образца в 2016 году Гонсалес вместе с Мэттом Ламанной, Леонардо Даниэлем Ортисом Дэвидом, Хорхе Орландо Кальво и Хуаном П. Корией описал и назвал типовой вид Notocolossus gonzalezparejasi. Родовое название состоит из др.-греч. νότος — «южный ветер», и др.-греч. κολοσσός — «гигантская статуя», что отсылает на место находки в Южном полушарии и на гигантские размеры животного. Видовое название дано в честь Хорхе Гонсалеса Парехаса, изучавшего окаменелости динозавров в провинции Мендоса в течение двух десятилетий.
Голотип UNCUYO-LD 301 обнаружен в слое формации Плоттье, датируемой коньякским-сантонским веками, около 86 миллионов лет. Образец состоит из частичного скелета без черепа и включает передний из задних позвонков, передний хвостовой позвонок, правую плечевую кость и верхнюю часть левой лобковой кости. Хотя кости были найдены не в сочленённом состоянии, их посчитали принадлежащими одной особи, поскольку они располагались на близком расстоянии друг от друга в пространстве восемь на восемь метров. Второй частичный скелет без черепа, отнесённый к Notocolossus — образец UNCUYO-LD 302, особь поменьше. Этот образец состоит из пяти хвостовых позвонков и полной правой стопы, соединённой с таранной костью. UNCUYO-LD 302 найден на расстоянии 403 м от голотипа на участке пять на пять метров.

## Описание

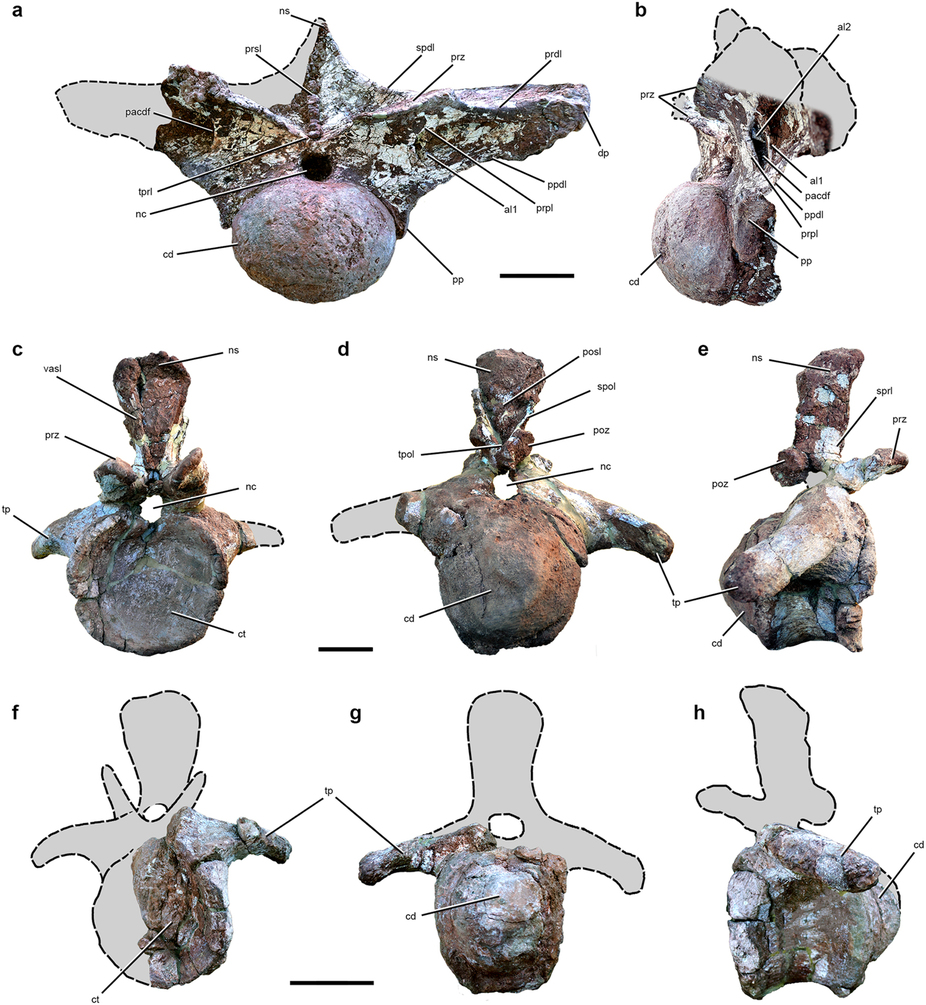
Позвонки

Notocolossus был одним из крупнейших титанозавров и одним из самых массивных наземных животных. Хотя неполнота скелета мешает точным оценкам его размеров, плечевая кость Notocolossus достигает в длину 1,76 м, что превышает размеры аналогичной кости у других титанозавров, включая таких гигантов как дредноут (Dreadnoughtus), Futalognkosaurus и Paralititan. Исследователи также оценили длину бедренной кости в 2,166 м, используя аллометрическое уравнение. Если, что весьма вероятно, пропорции туловища Notocolossus совпадали с титанозаврами лучшей сохранности, этот завропод мог достигать массы 44,9–75,9 т, с наибольшей вероятностью 60,9 т. В 2019 году Грегори Пол оценил массу животного в 45—55 т с вероятностью, что Notocolossus мог превосходить в размерах аргентинозавра (Argentinosaurus), чья масса оценивается в 65-75 т. Однако это утверждение считается маловероятным. В 2020 году Molina-Perez и Larramendi оценили длину Notocolossus в 28 м и массу в 40 т.

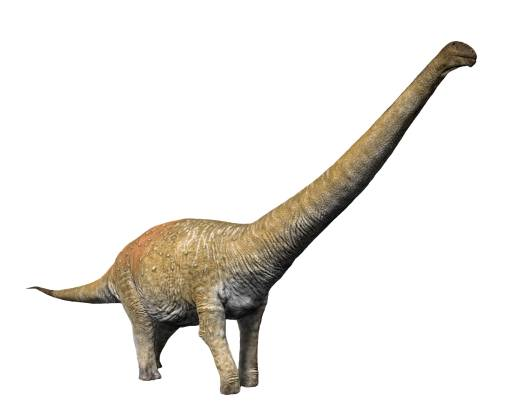
Реконструкция внешнего облика

В 2016 году были определены различные особенности Notocolossus. Девять из них оказались аутапоморфиями — уникальными признаками. У переднего из задних позвонков углубление между передним и нижними краями бокового отростка разделено двумя дополнительными гребнями, один из которых проходит вертикально, а другой пересекает первый горизонтально. По передней стороне нервных отростков передних хвостовых позвонков проходят вертикальные гребни, сливающиеся на своих нижних концах над уровнем передних суставных отростков, образуя V-образную структуру. Верхне-внутренний угол плечевой кости сильно расширен и далеко заходит за внутреннюю сторону оси. У плечевой кости сильно расширенный верхний край: в 2,9 раза шире основного диаметра. На диафизе плечевой кости, ниже рубца musculus coracobrachialis, проходит диагональный гребень, от верхней и внешней стороны к внутренней и нижней стороне. У первой кости плюсны верхняя ширина превышает длину. Третья кость плюсны относительно короткая: в 1,2 раза длиннее первой. Верхние фаланги пальцев задних конечностей на 50% шире в верхней части, чем длина соответствующих костей плюсны. Когти пальцев ног редуцированы, шершавые и усечённые.
У ступни Notocolossus уникальное строение. Она содержит компактную однородную плюсну, которая, как считается, приспособлена выдерживать чрезмерный вес. На ней также присутствуют усечённые ногтевые фаланги — характеристика, ранее не наблюдавшаяся у завропод. Это соответствует вертикальному положению пястных костей и уменьшению пальцев на передних конечностях других титанозавров.

## Филогения
Notocolossus принадлежит кладе титанозавров (Titanosauria) — очень разнообразной группе завропод. Кладистический анализ 2016 года определил Notocolossus как базального представителя Lithostrotia и сестринский таксон по отношению к дредноуту. Карбаллидо и коллеги (2017) выявили Notocolossus как сестринский таксон к Lognkosauria и находящийся за пределами Lithostrotia. В 2018 году Гонсалес Рига и коллеги вновь отнесли его к Lognkosauria в политомии с патаготитаном (Patagotitan) и пуэртазавром (Puertasaurus). Этот же анализ показал, что Longkosauria находятся внутри Lithostrotia.
Кладограмма показывает положение Notocolossus в Lognkosauria согласно публикации Гонсалеса и коллег (2018):
|  | Argentinosaurus                                                                             |
|  |                                                                                             |
|  | \| \| Notocolossus \| \| \| \| \| \| Patagotitan \| \| \| \| \| \| Puertasaurus \| \| \| \| |
|  |                                                                                             |
|  | Notocolossus                                                                                |
|  |                                                                                             |
|  | Patagotitan                                                                                 |
|  |                                                                                             |
|  | Puertasaurus                                                                                |
|  |                                                                                             |

|  | Notocolossus |
|  |              |
|  | Patagotitan  |
|  |              |
|  | Puertasaurus |
|  |              |

|  | Argentinosaurus                                                                             |
|  |                                                                                             |
|  | \| \| Notocolossus \| \| \| \| \| \| Patagotitan \| \| \| \| \| \| Puertasaurus \| \| \| \| |
|  |                                                                                             |
|  | Notocolossus                                                                                |
|  |                                                                                             |
|  | Patagotitan                                                                                 |
|  |                                                                                             |
|  | Puertasaurus                                                                                |
|  |                                                                                             |

|  | Notocolossus |
|  |              |
|  | Patagotitan  |
|  |              |
|  | Puertasaurus |
|  |              |

|  | Argentinosaurus                                                                             |
|  |                                                                                             |
|  | \| \| Notocolossus \| \| \| \| \| \| Patagotitan \| \| \| \| \| \| Puertasaurus \| \| \| \| |
|  |                                                                                             |
|  | Notocolossus                                                                                |
|  |                                                                                             |
|  | Patagotitan                                                                                 |
|  |                                                                                             |
|  | Puertasaurus                                                                                |
|  |                                                                                             |

|  | Notocolossus |
|  |              |
|  | Patagotitan  |
|  |              |
|  | Puertasaurus |
|  |              |

|  | Argentinosaurus                                                                             |
|  |                                                                                             |
|  | \| \| Notocolossus \| \| \| \| \| \| Patagotitan \| \| \| \| \| \| Puertasaurus \| \| \| \| |
|  |                                                                                             |
|  | Notocolossus                                                                                |
|  |                                                                                             |
|  | Patagotitan                                                                                 |
|  |                                                                                             |
|  | Puertasaurus                                                                                |
|  |                                                                                             |

|  | Notocolossus |
|  |              |
|  | Patagotitan  |
|  |              |
|  | Puertasaurus |
|  |              |

## Палеоэкология
Notocolossus открыт в формации Plottier группы Неукен. Эта формация толщиной 25 м и сложена из ярко-красных глиняных пород и тонких слоёв розового песчаника. Plottier отличается от лежащей сверху формации Portezuelo высокой концентрацией аргиллитов. Тетраподы формации Plottier изучены слабо. Они представлены млекопитающими, крупным целурозавром и несколькими титанозаврами. Помимо Notocolossus среди этих титанозавров присутствуют Petrobrasaurus, «антарктозавр» ("Antarctosaurus"), а также древнейший представитель группы Aeolosaurini. В этой же формации найден Muyelensaurus, хотя изначально считалось, что он происходит из формации Portezuelo.